# La Voz de Galicia (1892)
La Voz de Galicia fue un semanario que se editó en La Habana en 1892.

## Historia y características
Subtitulado "Semanario Regionalista y de noticias", apareció el 13 de marzo de 1892. Dirigido por Juan González Montenegro, entre sus colaboradores figuraron Juan J. Mirabet, M. L. Barosela y Perenzuelas. Abordó la problemática del Centro Gallego y de la Sociedad de Beneficencia de Naturaleza de Galica; también recogió noticias de Galicia y una sección de gallegos ilustres.